# آرثر كيث
السير آرثر كيث (1866 - 1955م) هو أحد علماء التشريح والأنثروبولوجيا (علم الإنسان). وهو بريطاني الجنسية وقد حصل على لقب السير في بلده. كان رئيسًا للجمعية التشريحية من سنة 1918 إلى سنة 1920.

## تخصصه
لقد كان نشاطه الرئيس هو شرح وتفسير بقايا الأحافير البشرية لما يسمى بالإنسان الأول وهل لها أثر فيما يسمى بنظرية التطور أو النشوء والاتقاء.

## من مؤلفاته
من مؤلفاته في علم الإنسان كتاب (آثار الإنسان) الذي طبع طبعة موسعة عام 1925م. وله كتاب اسمه (ما يتعلق بأصل الإنسان) صدر عام 1927م. وله أيضاً كتاب اسمه (مقالات في التطور البشري) صدر عام 1946م وكتاب (النظرية الجديدة للتطور) الذي صدر عام 1948م.

## مكان ولادته
لقد وُلد كيث في بلدة أبردين باسكتلندا.

## تعليمه
درس كيث في جامعة أبردين وفي يونيفيرستي كولدج في مدينة لندن وأيضاً في جامعة ليبزج بألمانيا.

## أبرز تصريحاته العلمية
بعدما تعمق في دراسة نظرية التطور وصار راسخا في معرفتها صرح قائلاً: (إن نظرية النشوء والارتقاء غير ثابتة علميًا، ولا سبيل إلى إثباتها بالبرهان). ولكنه حاول تبرير تمسك الملحدين مثله بها رغم ما سبق عبر قوله: (ونحن لا نؤمن بها إلا لأن الخيار الوحيد بعد ذلك هو الإيمان بالخلق المباشر وهذا مالا يمكن حتى التفكير فيه)!

## وصلات خارجية
- آرثر كيث على موقع الموسوعة البريطانية (الإنجليزية)
- مؤلفات Arthur Keith في مشروع غوتنبرغ
- أعمال أو نبذة عن آرثر كيث على أرشيف الإنترنت
- Journal of Anatomy – Archive
- Sir Arthur Keith Biography – Who Named It?
- Evolution and Ethics (full text at designeduniverse.com)
- A New Theory Of Human Evolution – Full text
- Web pages and timeline about the Piltdown forgery hosted by the British Geological Survey